# جوائز إم تي في الموسيقى الأوروبية
جوائز الموسيقى الأوروبية MTV تم إنشاءها عام 1994 عن طريق شبكة MTV الأوروبية للاحتفال بأشهر الفيديو كليبات الشعبية في أوروبا. بدأت في الأصل كبديلة ل(MTV Video Music Awards) الأمريكية. جوائز الموسيقى الأوروبية MTV في يومنا هذا تعتبر احتفال شعبي بما ينظر إليه مشاهدين إم تي في كالأفضل في الموسيقى. خلافاً للـVMAS. معظم الجوائز التي صوتت لصالح من قبل المشاهدين.
جوائز الموسيقى الأوروبية MTV دائما تغير المدينة المضيفة. حتى الآن المملكة المتحدة استضافت الحدث ثلاث مرات. ألمانيا تستضيف هذا الحدث للمرة الرابعة في عام 2009 عندما تعقد الجوائز في برلين.
الجوائز تقدم سنويا، وتذاع على الهواء في إم تي في أوروبا، إم تي في ومعظم قنوات إم تي في العالمية وكذلك عبر الإنترنت.

## الأكثر فوزاً
| الفنان              | عدد الجوائز |
| ------------------- | ----------- |
| جاستن بيبر          | 20          |
| إيمينيم             | 15          |
| ليدي غاغا           | 10          |
| بريتني سبيرز        | 8           |
| لينكين بارك         | 7           |
| 30 سكوندز تو مارس   | 6           |
| ديما بيلان          | 6           |
| بروديجي             | 6           |
| بيونسيه             | 5           |
| جستن تيمبرلك        | 5           |
| ميوس                | 5           |
| مادونا              | 4           |
| باكستريت بويز       | 4           |
| كولدبلاي            | 4           |
| روبي ويليامز        | 4           |
| ريد هوت تشيلي بيبرز | 4           |
| توكيو هوتيل         | 4           |
| جستيس               | 3           |
| كايتي بيري          | 3           |
| سبايس جيرلز         | 3           |
| أريانا غراندي       | 3           |

## روابط خارجية
- جوائز إم تي في الموسيقى الأوروبية على موقع IMDb (الإنجليزية)
- جوائز إم تي في الموسيقى الأوروبية على موقع ميوزك برينز (الإنجليزية)